# Assemblée législative est-africaine
L'assemblée législative est-africaine, en anglais : East African Legislative Assembly (EALA), est l'organe législatif de la communauté d'Afrique de l'Est. Elle rassemble donc des députés issus du Kenya, de la Tanzanie, de l'Ouganda, du Rwanda et du Burundi.

## Histoire
La première réunion de cette assemblée législative s'est déroulée à Arusha en Tanzanie le 29 novembre 2001, le lendemain de sa création. Son premier président était Abdulrahman Kinana de Tanzanie Cette première assemblée, dissoute en 2006, réunissait des députés du Kenya, de Tanzanie et d'Ouganda.
La seconde assemblée fut étendue au Rwanda et au Burundi (à partir de 2007). Abdirahim Abdi (Kenya) était le président de la seconde assemblée.

## Composition

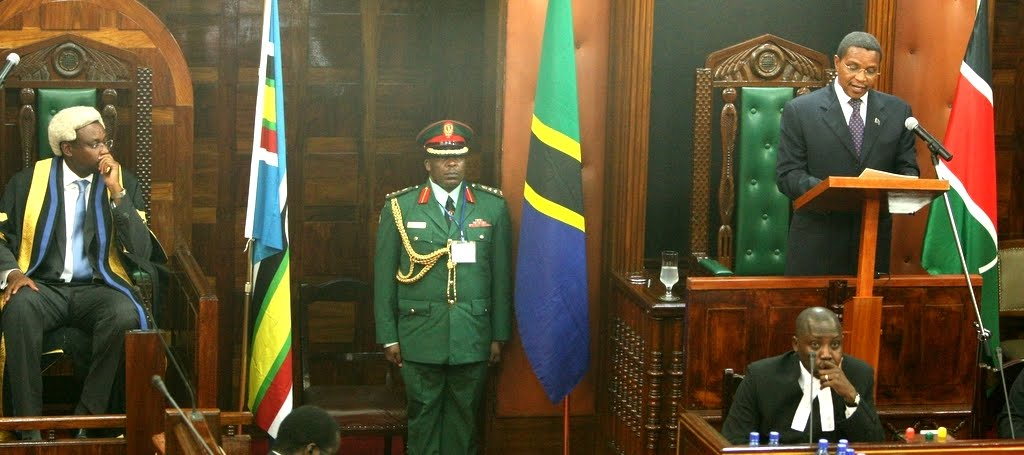
Le Président tanzanien Jakaya Kikwete s'adressant à l'assemblée.

Un certain nombre de membres sont élus pour chaque pays auxquels s'ajoutent des membres ex officio. Les membres élus sont élus par les parlements nationaux. Les membres ex officio comprennent les ministres de la coopération régionale de chaque pays auxquels s'ajoutent un secrétaire général et un conseiller de la communauté.

### Seconde EALA (2007-2012)
Les membres élus de la seconde EALA (2007–2012) étaient répartis par partis politiques nationaux :
| Parti politique                 | Burundi | Kenya | Rwanda | Tanzanie | Ouganda | Total |
| ------------------------------- | ------- | ----- | ------ | -------- | ------- | ----- |
| Indépendants (ou non spécifiés) |         | 5     | 9      |          | 9       | 23    |
| Chama cha Mapinduzi             |         |       |        | 7        |         | 7     |
| CNDD-FDD                        | 4       |       |        |          |         | 4     |
| KANU                            |         | 2     |        |          |         | 2     |
| CNDD                            | 1       |       |        |          |         | 1     |
| FORD Kenya                      |         | 1     |        |          |         | 1     |
| FORD (people)                   |         | 1     |        |          |         | 1     |
| MRC                             | 1       |       |        |          |         | 1     |
| PDU                             |         |       |        | 1        |         | 1     |
| UPRONA                          | 1       |       |        |          |         | 1     |
| Sièges vacants (?)              | 2       |       |        | 1        |         | 3     |
| Totaux                          | 9       | 9     | 9      | 9        | 9       | 45    |